# 칭찬합시다
《칭찬합시다》는 문화방송에서 1999년 1월 26일부터 2001년 11월 2일까지 방송했던 텔레비전 프로그램이다.

## 기획 의도
- 국제통화기금 관리체제를 맞아 많은 국민이 실의에 빠졌을 때 남모르게 좋은 일을 하고 있는 사람들을 릴레이 형식으로 소개하면서 서민들과 함께 희로애락을 같이하는 예능 프로그램이다.

## 방송 시간
- 1999년 1월 26일 ~ 2000년 5월 9일 : 매주 화요일 저녁 7시 30분
- 2000년 5월 16일 ~ 2001년 8월 14일 : 매주 화요일 저녁 7시 25분
- 2001년 8월 24일 ~ 2001년 11월 2일 : 매주 금요일 저녁 7시 25분

## 진행자
- 정은아, 김국진, 김용만 (1999년 1월 26일 ~ 1999년 5월 11일)
- 정은아, 김수용, 김용만 (1999년 5월 18일 ~ 2001년 5월 1일)
- 이윤석, 손범수, 신애라 (2001년 5월 8일 ~ 2001년 6월 26일)
- 손범수, 신애라 (2001년 7월 3일 ~ 2001년 8월 14일)
- 손범수, 이윤석, 김경식 (2001년 8월 24일 ~ 2001년 11월 2일)

## 에피소드 목록
칭찬 주인공
- 1번째 (1998년 4월 20일 방송)
- 100번째 (1999년 3월 30일 방송)
- 미국특집 (1999년 9월 7일 ~ 10월 12일 방송)
- 일본특집 (2000년 2월 29일 ~ 2000년 3월 28일 방송)
- 200번째 (2000년 11월 21일 방송)

## 역대 코너
- 칭찬릴레이
- 칭찬포커스
- 장애 체험 손에 손잡고
- 700일간의 약속
- 사랑의 이메일
- 100년간의 약속
- 칭찬이야기
- 2020년의 약속
- 용미리골 아이들 꽃들에게 희망을
- 대한민국 바로 세우기
- 특명! 12시간 대작전
- 백자열전
- 잔반 제로에 도전한다
- 마지막 수업
- 당신이 잠든 사이

## 같이 보기
- 공익